# Jason Castro

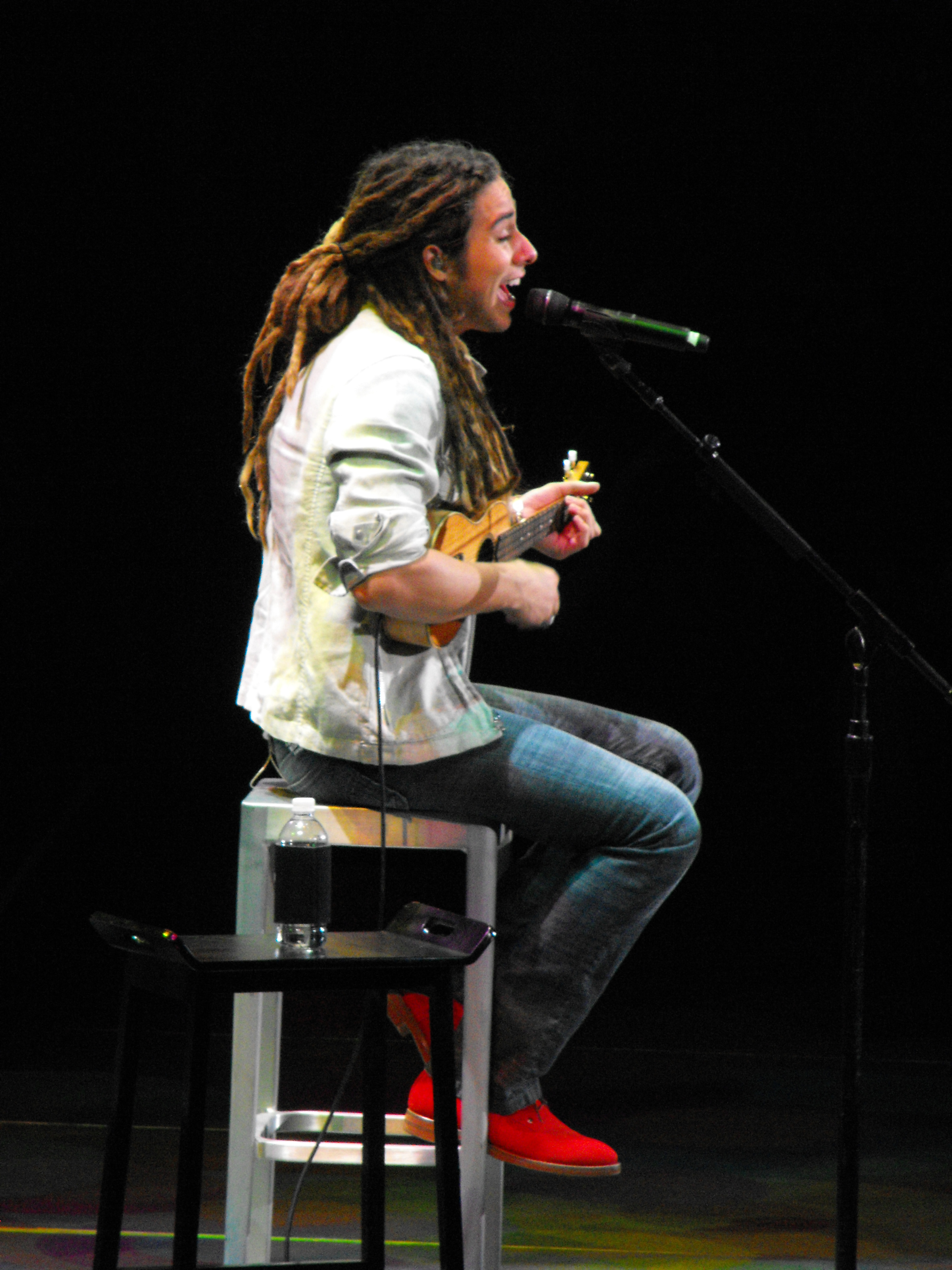
Jason Castro, American Idols (Season 7 tour)

Jason Rene Castro (Dallas, Texas, 25 de março de 1987) é um cantor e compositor dos Estados Unidos. Foi um dos finalistas da sétima temporada de American Idol, tendo obtido a quarta posição. Depois de American Idol, ele assinou um contrato de gravação com a Atlantic Records e seu primeiro álbum foi lançado em 13 de abril de 2010. 

## Biografia
Nascido em Dallas, Texas, ele cresceu em Rowlett. Atualmente, reside em Rockwall. Seus pais, René e Betsy Castro, são colombianos, e ele é a primeira pessoa de sua família a nascer nos Estados Unidos, seguido pelos irmãos mais jovens Michael e Jackeline, dos quais ambos são cantores e compositores também. O espanhol foi a sua primeira língua quando criança. 